# Govern luxemburguès a l'exili

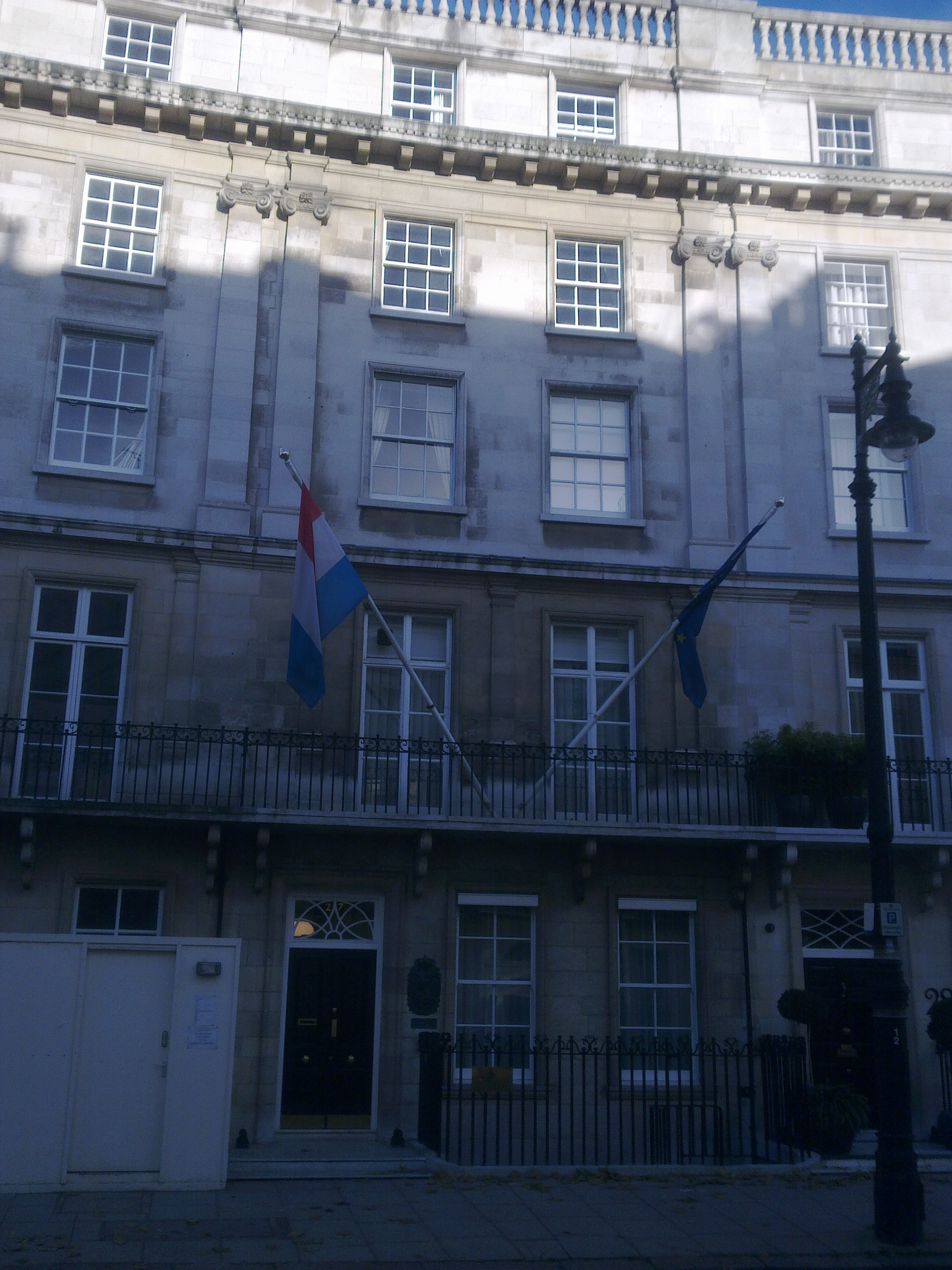
Edifici del Govern luxemburgués a l'exili a Londres.

El Govern luxemburguès a l'exili (en luxemburguès: Lëtzebuerger Exilregierung, en francès: Gouvernement en exil luxembourgois, en alemany: Luxemburgische Exilregierung), també conegut com el Govern luxemburguès a Londres, va ser el govern a l'exili de Luxemburg durant la Segona Guerra Mundial. El govern va tenir la seva seu a Londres entre 1940 i 1944, mentre que Luxemburg va ser ocupada per l'Alemanya nazi. Va ser dirigit per Pierre Dupong, i també va incloure d'altres tres ministres. El cap d'Estat, la Gran Duquessa Carlota, també va escapar de Luxemburg després de l'ocupació. El govern va ser bipartit, amb dos membres, tant del Partit de la Dreta (PD) com del Partit Socialista dels Treballadors (LSAP).
El govern es va situar en el 27 Wilton Crescent a Belgravia, Londres, que és ocupada avui dia per l'Ambaixada de Luxemburg al Regne Unit.

## Antecedents
El 10 de maig de 1940, el neutral Luxemburg va ser envaït per les tropes alemanyes, com a part d'un atac més ampli sobre França. El mateix dia, el Govern luxemburguès, aleshores sota el gabinet Dupong-Krier, va fugir del país.

## Exili a Londres
El govern primer va fugir a París, Lisboa i després al Regne Unit. Encara que el Govern es va establir en Wilton Crescent de Londres, la gran duquessa i la seva família es van mudar a la ciutat francòfona de Mont-real al Canadà. El govern a l'exili era vocal en subratllar la causa luxemburguesa als diaris en els països aliats i van tenir èxit a l'obtenció de les emissions en llengua luxemburguès per al país ocupat a la BBC ràdio. El govern va encoratjar la fundació de la Societat de Luxemburg a Londres el 1942.
El 1944, el govern a l'exili va signar el Conveni duaner de Londres amb els governs de Bèlgica i Països Baixos, posant les bases per a la Unió Econòmica del Benelux i signant als Acords de Bretton Woods els controls dels mercats canviaris econòmics.

## Composició

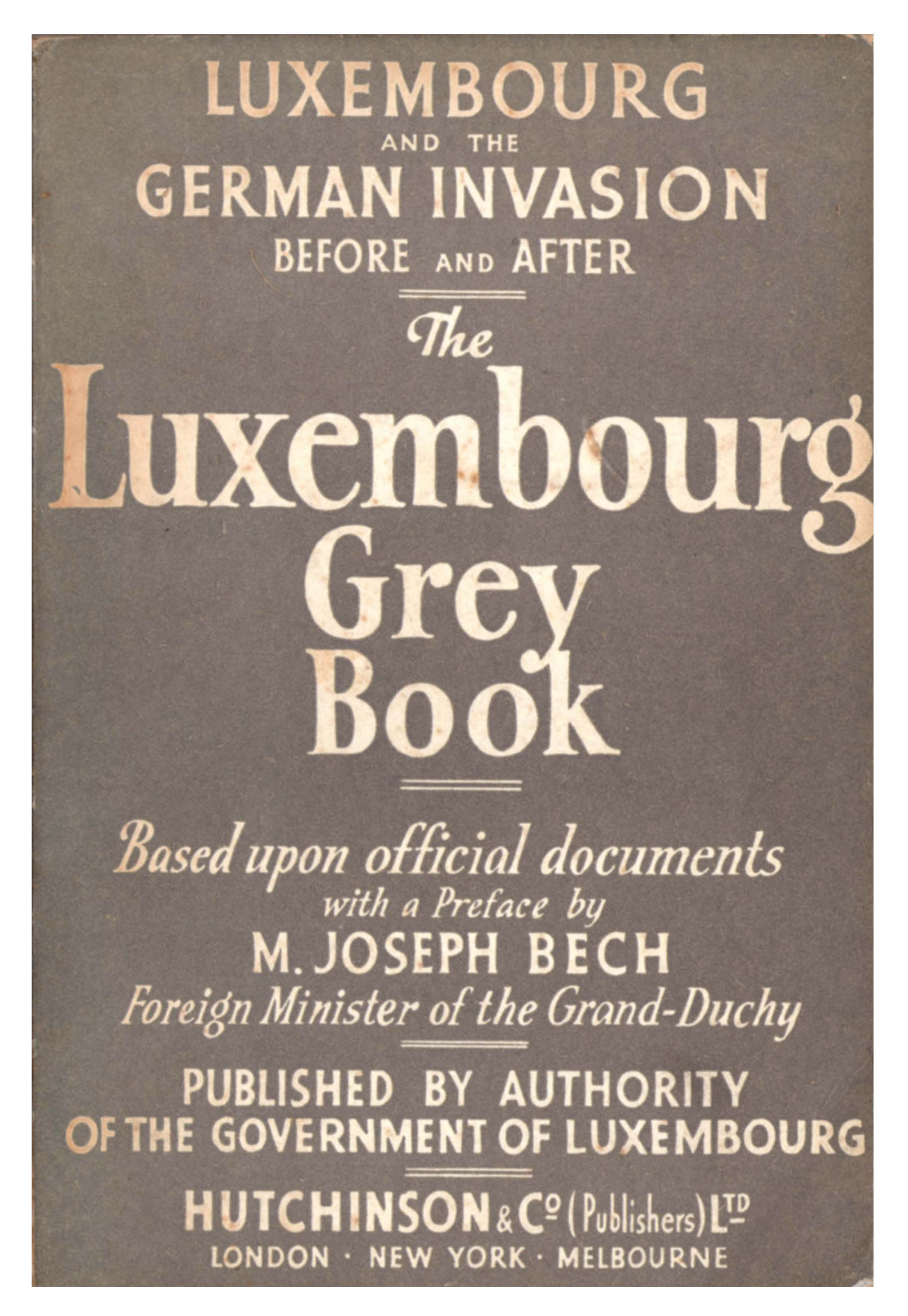
The Luxembourg Grey Book (1942) publicat en nom del govern per informar al públic sobre el paper dels aliats en el conflicte de Luxemburg.

| [ 7 ] [ 8 ] | [ 7 ] [ 8 ] | Ministeri                                                         | Nom           | Partit                                     |
| ----------- | ----------- | ----------------------------------------------------------------- | ------------- | ------------------------------------------ |
|             |             | Primer ministre de Luxemburg, Ministeri de Finances i de Defensa. | Pierre Dupong | Partit de la Dreta (PD)                    |
|             |             | Ministre d'Afers exteriors, Ministre de Defensa                   | Joseph Bech   | Partit de la Dreta (PD)                    |
|             |             | Ministre de Treball i Seguretat Social                            | Pierre Krier  | Partit Socialista dels Treballadors (LSAP) |
|             |             | Ministre de Transports, Obres Públiques i Justícia.               | Victor Bodson | Partit Socialista dels Treballadors (LSAP) |

## Crítica
El govern a l'exili va ser durament criticat per membres de la Resistència i d'altres, per la seva falta d'ajut cap als luxemburguesos que intenten fugir del seu país ocupat durant la guerra. La seva inactivitat va persuadir a dos dels seus crítics, membres de la resistència Henri Koch-Kent i Mac Schleich, el presentador del programa luxemburguès BBC, per fundar l'Associació de luxemburguesa al Regne Unit a Londres, que comptava amb 300 refugiats de Luxemburg i homes que havien estat reclutats per força a l'armada alemanya, però que havien desertat. L'Associació va fer una amarga crítica al govern a l'exili, acusant-ho de traïció. El govern, d'altra banda, va tractar d'intimidar a l'Associació, i d'eliminar a Schleich com el seu secretari i com presentador de la BBC, cosa que no va aconseguir. La crítica també es va rebre de la resta de la comunitat de refugiats luxemburguesos a Londres i en les forces armades aliades.Aquests inclouen els oficials Émile Krieps i Robert Winter, també a Albert Wingert, líder del luxemburguès grup de resistència Alweraje.